# Casa dels Banys Nous
La casa dels Banys Nous es troba a la cantonada dels carrers del mateix nom i de la Boqueria de Barcelona i està catalogada com a bé cultural d'interès local. En aquest indret hi hagueren uns banys públics medievals, utilitzats per cristians, jueus i musulmans almenys fins a finals del segle xv. Després d'haver tingut altres usos, com ara estable o magatzem, foren enderrocats definitivament el 1834, i només en queden quatre columnes que es conserven al Museu d'Història de Barcelona.

## Història

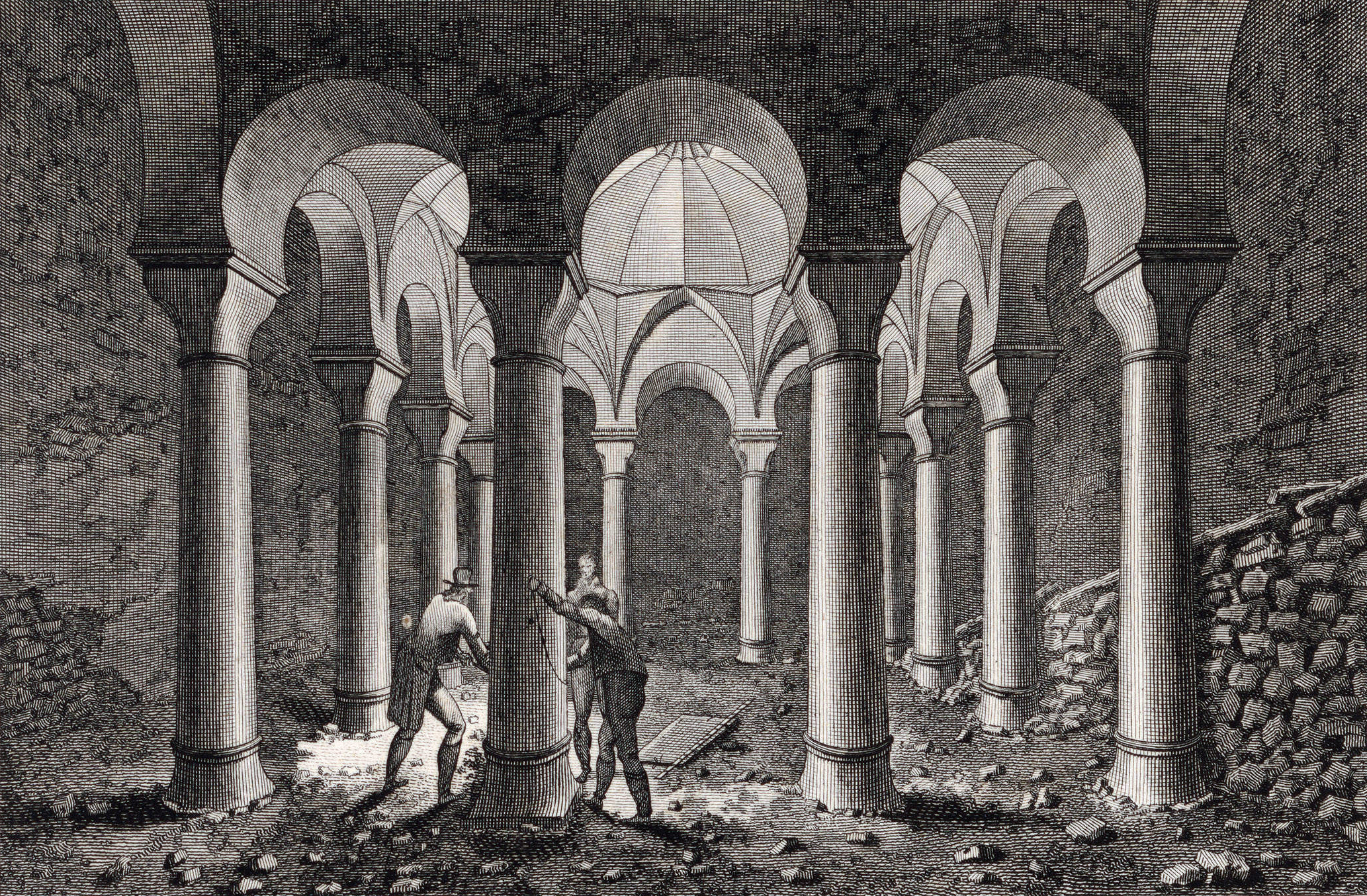
Els banys dibuixats per Alexandre de Laborde (1806)

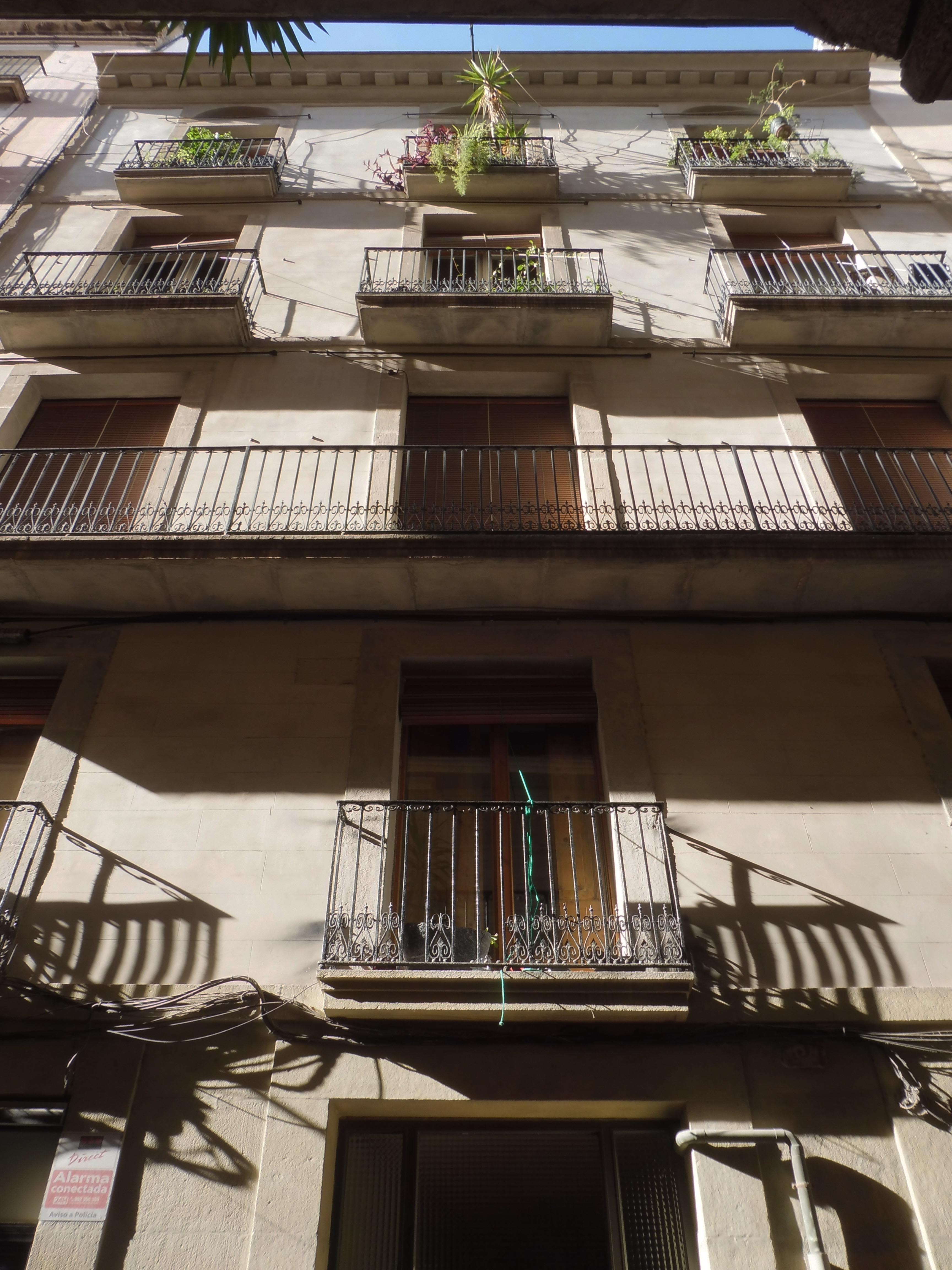
Casa Francesc Ferrer i Rossell (Banys Nous, 3)

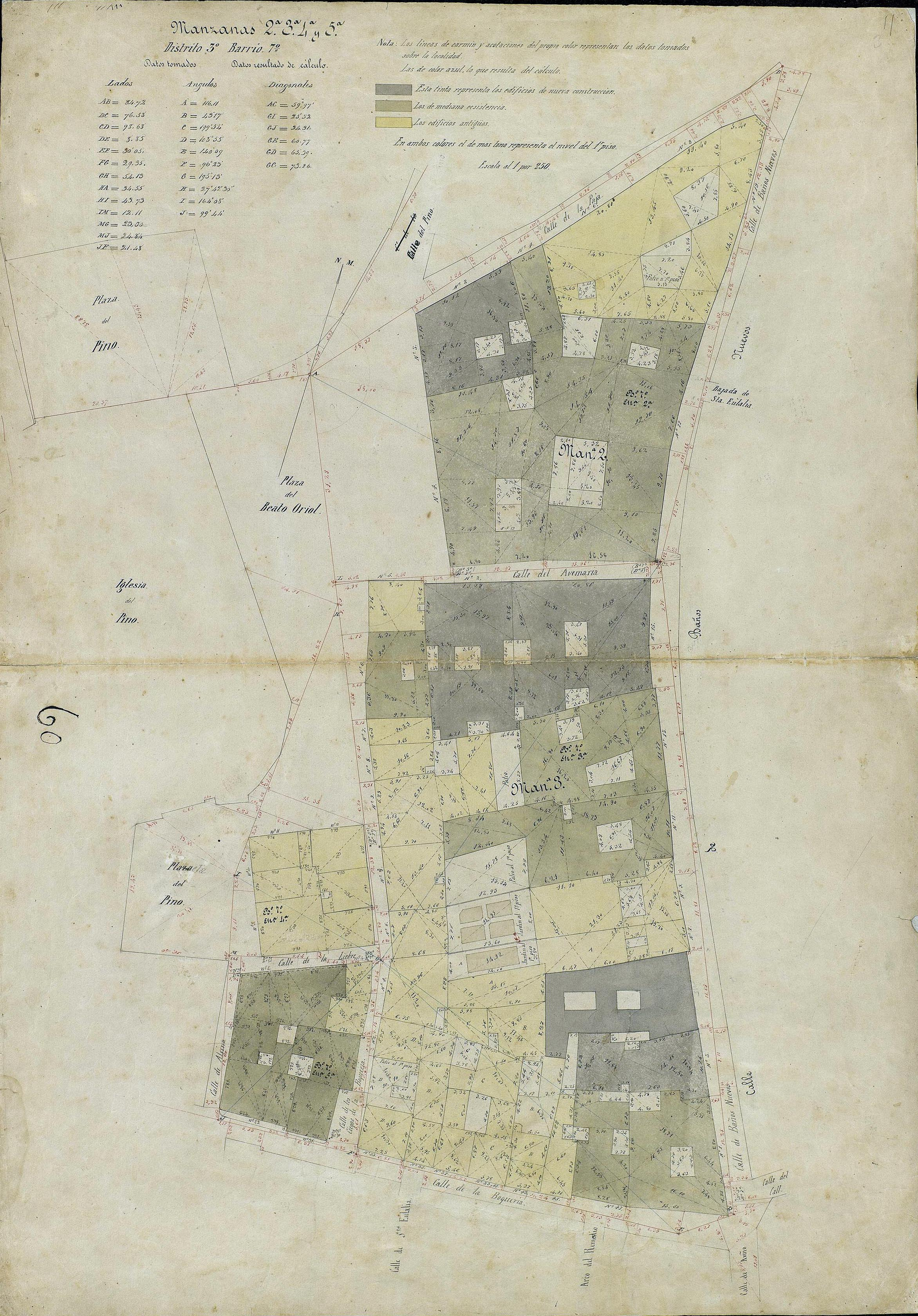
Quarteró núm. 60 de Garriga i Roca (c. 1860)

El 1169, el comte de Barcelona Ramon Berenguer IV atorgà llicència per construir uns banys públics al seu alfaquí jueu Abraham Bonastruc. L'emplaçament seria un hort que era propietat del compte i dues parts serien per al comte i una per a Abraham, que se n'encarregaria de la construcció i l'explotació. Aquest morí el 1199, i la seva vídua Druda i els seus fills Azdai i Salamó vengueren la seva part per 3000 sous barcelonesos a Guillem Durfort (avi del conseller del mateix nom), que aquell mateix any obtingué els dos terços del rei Pere el Catòlic en franc alou en agraïment als seus serveis.
A partir de llavors i fins a finals del segle xv, els documents conservats només els esmenten de passada, sense donar-ne gaire informació ni notificar-ne la propietat. Aquests fets corroboren la creença, força estesa, que els banys públics eren una institució típica de la baixa edat mitjana, que va desaparèixer a partir del Renaixement. L'historiador Jeroni Pujades els descrigué el 1609, i segons ell, eren molt per sota del nivell del carrer. Segons la ressenya d'Isidoro Bosarte del 1786 (citada per Antoni de Bofarull), el que quedava dels banys es trobava als estables de la casa del cerer Josep Esteve Martí i Fontana, i la cúpula era poc més o menys a nivell del carrer dels Banys Nous.
El 1815, el seu fill Josep Martí i Steva va demanar permís per a obrir una finestra al primer pis. Entre 1825 i 1827, el seu germà Esteve (cerer com el seu pare) va demanar permís per a remuntar l'edifici fins al quart pis i reedificar el frontis del carrer de la Boqueria, segons els projectes de Felip Ubach i Josep Mestres i Gramatxes. El 1830, l'agent de negocis Francesc Ferrer i Rossell va adquirir una part de la finca i hi va fer construir un nou edifici (actual núm. 3), que segueix el model dissenyat per Josep Mas i Vila per al principi del carrer de Ferran.
A finals del 1833, Caterina Marrugat, vídua d'Esteve Martí, i la seva filla Maria Dolors vengueren la propietat a Pere Gil i Babot, que l'any següent faria enderrocar els banys. Segons l'arquitecte Antoni Rovira i Trias, que n'aixecà els plànols, per a esfondrar les voltes calgueren diversos homes picant amb masses amb totes les seves forces. El 1848, Pere Gil vengué la casa a Antoni Salvadó i Llobet, que en el seu testament la llegà a la seva neboda Carme Salvadó i Minguell, casada el 1873 amb Emili Sicars i de Palau. Correspondrien a aquesta època la remunta del cinquè pis i els esgrafiats d'estil Lluís XV, projectats per l'escenògraf i pintor Francesc Soler i Rovirosa.

## Descripció
Es tracta d'un immoble de planta baixa i cinc pisos. La primera planta, d'una alçada molt elevada, dona a pas als altres pisos, que són d'alçada menor i homogènia entre ells. La façana del carrer dels Banys Nous compta amb un seguit de balcons estrets de forja molt senzilla en tots els seus finestrals, mentre que a la banda del carrer de la Boqueria, es detecten els balcons a banda i banda d'un doble filera de finestres més petites, que s'han de correspondre amb l'escala. Els esgrafiats, de motius florals combinats amb garlandes de coloració blanquinosa sobre un fons general de color de tendència rosàcia, duen la data de 1716 a la llinda dels dos balcons més propers a la cantonada.

### Banys Nous de Barcelona
Tenien una estructura molt semblant als de Girona i Palma, uns banys cristians d'influència àrab, és a dir, amb una sala per a un bany amb aigua calenta i una per a un bany amb aigua freda, també dita sala de descans. El luxe dels banys cristians era menor que el dels àrabs. La sala freda, o de descans, se situava al centre. Al mig hi havia un templet sobre dotze columnes de marbre similar a l'impluvium romà o als baptisteris paleocristians. Sobre aquest hi havia una cúpula amb forats que tenien forma d'estrella i deixaven entrar la llum. Les altres estances eren, en la majoria de casos, rectangulars i estaven cobertes amb voltes. El perímetre de la sala freda estava envoltat d'unes arcades que donaven accés a les altres estances, que eren una mena d'alcoves.
Gràcies a Pujades se sap que tots els compartiments tenien un claustre central de columnes amb una volta a sobre, per on entrava la llum, que tenia forma de cimbori. Dins el mur hi havia les canonades per on es feia entrar el vapor, que pujava des de sota del paviment, on hi havia un forn, o unes calderes. No hi havia piscina, i tant l'aigua freda com la calenta se servia amb galledes. El bany consistia a prendre el vapor i dutxar-se de tant en tant amb l'aigua calenta i freda de les galledes.